# 查韦斯主义
查韦斯主义（西班牙語：Chavismo）是一种左翼意识形态，其基于委内瑞拉前总统乌戈·查韦斯在1999年至2013年任内所倡导的思想、计划和政府风格。查韦斯主义结合了托洛茨基主义、民主社会主义、左翼民粹主义、社会主义爱国主义、社会主义国际主义、玻利瓦尔主义、拉丁美洲一体化等要素。乌戈·查韦斯和查韦斯主义的支持者被称为查韦斯主义者。

## 历史
乌戈·查韦斯在1999年至2013年领导委内瑞拉，他的基本思想是围绕着所谓“三根树”的概念；这个概念受到了三个“根源”的启发：玻利瓦尔根源、萨莫拉根源、罗宾逊根源（西蒙·罗德里格斯的化名）。同时，查韦斯主义还融合了其他左翼领袖的思想，如马克思、恩格斯、列宁、托洛茨基、切·格瓦拉、卡斯特罗、葛兰西、罗莎·卢森堡、纳赛尔。查韦斯还表示他受到基督教的启发，称耶稣基督为“社会主义者”。
2006年，赢得总统大选的乌戈·查韦斯在演讲中宣布支持马克思主义者列夫·托洛茨基的思想。查韦斯选择了托洛茨基主义者约瑟·拉蒙·利维罗作为新劳工部长，并称他为"年轻的并且是工人们的领袖"。查韦斯有一次打电话给新劳工部长，劳工部长对查韦斯说道：“总统，我想在别人告诉你之前，告诉你一些事情......我是一个托洛茨基主义者”，查韦斯则说：“哦，那怎么了？我也是托洛茨基主义者！我遵循托洛茨基的路线，不断革命的路线。”
而在此前的2005年，查韦斯在马德里的一次会议上买了一本托洛茨基的《不断革命》，并在工会的"工人委员会"的司令部的工人和青年面前做了演说。查韦斯在半岛电视台的一次采访中表示:
在苏联失败了的并不是社会主义，苏联已从列宁和托洛茨基的本来目标偏离了很远，尤其是在斯大林之后。

## 政策
广义而言，查韦斯主义的经济政策包括国有化、社会福利计划、消除贫困以及反对新自由主义（特别是国际货币基金组织和世界银行的政策）。根据查韦斯的说法，委内瑞拉社会主义接受私有财产，但也致力于促进社会所有权。在外交层面，查韦斯主张重建国际政治和经济秩序，支持他国的左翼政党和群众利益，号召加强拉美团结与互助，凝聚各国左翼从而建立一个“第五国际”。

## 成员
在委内瑞拉，有多个政党和政党联盟支持查韦斯主义。其中主要的政党是由查韦斯创立的委内瑞拉统一社会主义党，其缩写与通称以“PSUV”四个字母表示。支持查韦斯主义的政党联盟有西蒙·玻利瓦尔大爱国极点。而反马杜罗的更偏左和托洛茨基主义的查韦斯主义政党则组成了人民革命替代。